# Чавдар Шинов
Чавдар Стоев Шинов е български сценарист и писател.

## Биография
Роден е в град София на 28 май 1941 г. Завършва Софийския университет „Св. Климент Охридски“ със специалност българска филология.
Автор е на книги за деца и възрастни, сред които „Любовта и страданията на младата Ангелова“ (1980), „Да се любим на инат“ (1983), „Ден за добри дела“ (1983), „Отвличането на автобуса“, издадена от издателство „Български писател“ през 1983 година и други.

## Филмография
- Музикален момент (1990)
- Петък вечер (1987)
- Да обичаш на инат (1986)
- Маневри на петия етаж (1985)
- Голямата любов на Д. Луков (1982)